# Triangle heptagonal

L'heptagone régulier convexe (côtés rouges), avec ses diagonales longues (en vert) et courtes (en bleu). On compte quatorze triangles heptagonaux congruents constitués d'un côté vert, un bleu et un rouge.

Triangle heptagonal.

En géométrie, le triangle heptagonal est le triangle, unique à similitude près, d'angles de mesures en radians π/7, 2π/7 et 4π/7, soit environ 26°, 51° et 103°. C'est l'unique triangle dont les angles sont dans des rapports 4:2:1.
On l’obtient dans l'heptagone régulier convexe en partant d'un des sommets et en prenant les deuxième et quatrième sommets. Ses côtés sont donc constitués d'un côté de l'heptagone régulier, et deux de ses diagonales (une longue et une courte).
Comme le triangle d'or, dont les angles sont dans les rapports 2:2:1, le triangle heptagonal a de nombreuses propriétés remarquables.

## Le triangle heptagonal et ses centres
Le centre du cercle d'Euler du triangle heptagonal est aussi son premier point de Brocard:Propos. 12. Le second point de Brocard se trouve sur le cercle d'Euler:p. 19.
Le centre du cercle circonscrit et les points de Fermat du triangle heptagonal forment un triangle équilatéral:Thm. 22.
En notant R le rayon du cercle circonscrit et r le centre du cercle inscrit, on peut exprimer la distance entre le centre du cercle circonscrit O et l'orthocentre H par:p. 19
{\displaystyle OH=R{\sqrt {2}},}
et la distance entre le centre du cercle circonscrit I à l'orthocentre par:p. 19
{\displaystyle IH^{2}={\frac {R^{2}+4r^{2}}{2}}.}
Les deux tangentes au cercle circonscrit issues de l'orthocentre sont perpendiculaires:p. 19.

## Relations entre les distances

### Longueurs des côtés
Les côtés du triangle heptagonal a < b < c coïncident, par définition, avec le côté de l'heptagone régulier, sa diagonale courte et sa diagonale longue. Ces trois longueurs vérifient:Lemma 1
{\displaystyle a^{2}=c(c-b),\ b^{2}=a(c+a),\ c^{2}=b(a+b),\ {\frac {1}{a}}={\frac {1}{b}}+{\frac {1}{c}}}
(la dernière est connue sous le nom d'équation optique (en):p. 13) et donc
{\displaystyle ab+ac=bc,}
et:Coro. 2
{\displaystyle b^{3}+2b^{2}c-bc^{2}-c^{3}=0,}
{\displaystyle c^{3}-2c^{2}a-ca^{2}+a^{3}=0,}
{\displaystyle a^{3}-2a^{2}b-ab^{2}+b^{3}=0.}
Ainsi, les rapports –b/c, c/a, et a/b sont les racines de l'équation cubique
{\displaystyle t^{3}-2t^{2}-t+1=0.}
Il n'existe aucune expression algébrique réelle pour les solutions de cette équation, car c'est un exemple de casus irreducibilis.
On a cependant les approximations
{\displaystyle b\approx 1,80193\cdot a,\qquad c\approx 2,24698\cdot a.}
On a aussi,
{\displaystyle {\frac {a^{2}}{bc}},\quad -{\frac {b^{2}}{ca}},\quad -{\frac {c^{2}}{ab}}}
qui vérifient l'équation cubique
{\displaystyle t^{3}+4t^{2}+3t-1=0.}
On a 
{\displaystyle {\frac {a^{3}}{bc^{2}}},\quad -{\frac {b^{3}}{ca^{2}}},\quad {\frac {c^{3}}{ab^{2}}}}
qui vérifient l'équation cubique
{\displaystyle t^{3}-t^{2}-9t+1=0.}
On a 
{\displaystyle {\frac {a^{3}}{b^{2}c}},\quad {\frac {b^{3}}{c^{2}a}},\quad -{\frac {c^{3}}{a^{2}b}}}
qui vérifient l'équation cubique
{\displaystyle t^{3}+5t^{2}-8t+1=0.}
On a :p. 14
{\displaystyle b^{2}-a^{2}=ac,\ c^{2}-b^{2}=ab,\ a^{2}-c^{2}=-bc,}
et:p. 15
{\displaystyle {\frac {b^{2}}{a^{2}}}+{\frac {c^{2}}{b^{2}}}+{\frac {a^{2}}{c^{2}}}=5.}
On a aussi
{\displaystyle ab-bc+ca=0,}
{\displaystyle a^{3}b-b^{3}c+c^{3}a=0,}
{\displaystyle a^{4}b+b^{4}c-c^{4}a=0,}
{\displaystyle a^{11}b^{3}-b^{11}c^{3}+c^{11}a^{3}=0.}
Il n'existe aucun autre couple d'entiers strictement positifs (m, n), m, n > 0, m, n < 2000 tel que[réf. nécessaire]
{\displaystyle a^{m}b^{n}\pm b^{m}c^{n}\pm c^{m}a^{n}=0.}

### Hauteurs
Les hauteurs ha, hb et hc vérifient:p. 13-14
{\displaystyle h_{a}=h_{b}+h_{c}}
et
{\displaystyle h_{a}^{2}+h_{b}^{2}+h_{c}^{2}={\frac {a^{2}+b^{2}+c^{2}}{2}}}:p. 14.
La hauteur pour le côté b (d'angle opposé B) est la moitié de la bissectrice interne wA de A:p. 19 :
{\displaystyle 2h_{b}=w_{A}.}
Ici, l'angle A est le plus petit angle, et B le second plus petit.

### Bissectrices internes
Les longueurs des bissectrices internes wA, wB et wC (bissectrices des angles A, B et C respectivement) vérifient:p. 16 :
{\displaystyle w_{A}=b+c,\ w_{B}=c-a,w_{C}=b-a.}

### Rayons des cercles circonscrit, inscrit et exinscrits
On note R le rayon du cercle circonscrit au triangle heptagonal. Son aire vaut alors :
{\displaystyle A={\frac {\sqrt {7}}{4}}R^{2}.}
On a aussi:p. 12,15,
{\displaystyle a^{2}+b^{2}+c^{2}=7R^{2},\quad a^{4}+b^{4}+c^{4}=21R^{4},\quad a^{6}+b^{6}+c^{6}=70R^{6},}
{\displaystyle {\frac {1}{a^{2}}}+{\frac {1}{b^{2}}}+{\frac {1}{c^{2}}}={\frac {2}{R^{2}}},\quad {\frac {1}{a^{4}}}+{\frac {1}{b^{4}}}+{\frac {1}{c^{4}}}={\frac {2}{R^{4}}},\quad {\frac {1}{a^{6}}}+{\frac {1}{b^{6}}}+{\frac {1}{c^{6}}}={\frac {17}{7R^{6}}}.}
De façon générale, pour tout entier n, 
{\displaystyle a^{2n}+b^{2n}+c^{2n}=g(n)(2R)^{2n}}
avec
{\displaystyle g(-1)=8,\quad g(0)=3,\quad g(1)=7}
et 
{\displaystyle g(n)=7g(n-1)-14g(n-2)+7g(n-3),}
on a
{\displaystyle 2b^{2}-a^{2}={\sqrt {7}}bR,\quad 2c^{2}-b^{2}={\sqrt {7}}cR,\quad 2a^{2}-c^{2}=-{\sqrt {7}}aR.}
On a aussi
{\displaystyle a^{3}c+b^{3}a-c^{3}b=-7R^{4},}
{\displaystyle a^{4}c-b^{4}a+c^{4}b=7{\sqrt {7}}R^{5},}
{\displaystyle a^{11}c^{3}+b^{11}a^{3}-c^{11}b^{3}=-7^{3}17R^{14}.}
Le rapport r/R entre le rayon du cercle inscrit et celui du cercle circonscrit est la racine positive de l'équation cubique
{\displaystyle 8x^{3}+28x^{2}+14x-7=0.}
Le rayon du cercle exinscrit au côté a est égal au rayon du cercle d'Euler du triangle heptagonal:p. 15.

## Triangle orthique
Le triangle orthique du triangle heptagonal, dont les sommets sont les pieds des hauteurs, est semblable au triangle heptagonal, dans le rapport 1⁄2. Le triangle heptagonal est le seul triangle obtusangle qui est semblable à son triangle orthique (le triangle équilatéral est le seul triangle acutangle ayant la même propriété, et ce avec le même rapport de proportionnalité):pp. 12–13.
Le cercle circonscrit au triangle orthique du triangle heptagonal est le cercle d'Euler du triangle heptagonal.

## Trigonométrie
Les nombreuses identités trigonométriques associées au triangle heptagonal incluent:pp. 13–14,
{\displaystyle A={\frac {\pi }{7}},\quad B={\frac {2\pi }{7}}=2A,\quad C={\frac {4\pi }{7}}=4A=2B}
{\displaystyle \cos A={\frac {b}{2a}},\quad \cos B={\frac {c}{2b}},\quad \cos C=-{\frac {a}{2c}},}:Proposition 10
{\displaystyle \cos A\cos B\cos C=-{\frac {1}{8}}.}
Par différentes méthodes (comme l'utilisation judicieuse de la formule de Moivre), on peut trouver les égalités suivantes :
{\displaystyle \cos ^{2}A+\cos ^{2}B+\cos ^{2}C={\frac {5}{4}},}
{\displaystyle \cos ^{4}A+\cos ^{4}B+\cos ^{4}C={\frac {13}{16}},}
{\displaystyle \cot A+\cot B+\cot C={\sqrt {7}},}
{\displaystyle \cot ^{2}A+\cot ^{2}B+\cot ^{2}C=5,}
{\displaystyle \csc ^{2}A+\csc ^{2}B+\csc ^{2}C=8,}
{\displaystyle \csc ^{4}A+\csc ^{4}B+\csc ^{4}C=32,}
{\displaystyle \sec ^{2}A+\sec ^{2}B+\sec ^{2}C=24,}
{\displaystyle \sec ^{4}A+\sec ^{4}B+\sec ^{4}C=416,}
{\displaystyle \sin A\sin B\sin C={\frac {\sqrt {7}}{8}},}
{\displaystyle \sin ^{2}A\sin ^{2}B\sin ^{2}C={\frac {7}{64}},}
{\displaystyle \sin ^{2}A+\sin ^{2}B+\sin ^{2}C={\frac {7}{4}},}
{\displaystyle \sin ^{4}A+\sin ^{4}B+\sin ^{4}C={\frac {21}{16}},}
{\displaystyle \tan A\tan B\tan C=\tan A+\tan B+\tan C=-{\sqrt {7}},}
{\displaystyle \tan ^{2}A+\tan ^{2}B+\tan ^{2}C=21.}
La racine positive de l'équation cubique:p. 186–187
{\displaystyle x^{3}+x^{2}-2x-1=0}
est égale à {\displaystyle 2\cos {\frac {2\pi }{7}}.}

### Avec les sinus
Les racines de l'équation cubique
{\displaystyle x^{3}-{\frac {\sqrt {7}}{2}}x^{2}+{\frac {\sqrt {7}}{8}}=0}
sont {\displaystyle \sin \left({\frac {2\pi }{7}}\right),\sin \left({\frac {4\pi }{7}}\right),\sin \left({\frac {8\pi }{7}}\right).}
Les racines de l'équation cubique:p. 14
{\displaystyle 64y^{3}-112y^{2}+56y-7=0}
sont {\displaystyle \sin ^{2}\left({\frac {\pi }{7}}\right),\sin ^{2}\left({\frac {2\pi }{7}}\right),\sin ^{2}\left({\frac {4\pi }{7}}\right).}
On a aussi :
{\displaystyle \sin A-\sin B-\sin C=-{\frac {\sqrt {7}}{2}},}
{\displaystyle \sin A\sin B-\sin B\sin C+\sin C\sin A=0,}
{\displaystyle \sin A\sin B\sin C={\frac {\sqrt {7}}{8}}.}
Pour un entier n, on pose S(n) = (–sin A)n + sinn B + sinn C.
On a alors
| n     | 0 | 1                                       | 2                                   | 3                                                      | 4                                          | 5                                                      | 6                                           | 7                                                  | 8                                              | 9                                                            | 10                                             | 11                                                           | 12                                                | 13                                                            | 14                                              | 15                                                           | 16                                                | 17                                                             | 18                                                 | 19                                                             | 20                                                 |
| S(n)  | 3 | {\displaystyle {\tfrac {\sqrt {7}}{2}}} | {\displaystyle {\tfrac {7}{2^{2}}}} | {\displaystyle {\tfrac {\sqrt {7}}{2}}}                | {\displaystyle {\tfrac {7\cdot 3}{2^{4}}}} | {\displaystyle {\tfrac {7{\sqrt {7}}}{2^{4}}}}         | {\displaystyle {\tfrac {7\cdot 5}{2^{5}}}}  | {\displaystyle {\tfrac {7^{2}{\sqrt {7}}}{2^{7}}}} | {\displaystyle {\tfrac {7^{2}\cdot 5}{2^{8}}}} | {\displaystyle {\tfrac {7\cdot 25{\sqrt {7}}}{2^{9}}}}       | {\displaystyle {\tfrac {7^{2}\cdot 9}{2^{9}}}} | {\displaystyle {\tfrac {7^{2}\cdot 13{\sqrt {7}}}{2^{11}}}}  | {\displaystyle {\tfrac {7^{2}\cdot 33}{2^{11}}}}  | {\displaystyle {\tfrac {7^{2}\cdot 3{\sqrt {7}}}{2^{9}}}}     | {\displaystyle {\tfrac {7^{4}\cdot 5}{2^{14}}}} | {\displaystyle {\tfrac {7^{2}\cdot 179{\sqrt {7}}}{2^{15}}}} | {\displaystyle {\tfrac {7^{3}\cdot 131}{2^{16}}}} | {\displaystyle {\tfrac {7^{3}\cdot 3{\sqrt {7}}}{2^{12}}}}     | {\displaystyle {\tfrac {7^{3}\cdot 493}{2^{18}}}}  | {\displaystyle {\tfrac {7^{3}\cdot 181{\sqrt {7}}}{2^{18}}}}   | {\displaystyle {\tfrac {7^{5}\cdot 19}{2^{19}}}}   |
| S(-n) | 3 | 0                                       | 23                                  | {\displaystyle -{\tfrac {2^{3}\cdot 3{\sqrt {7}}}{7}}} | 25                                         | {\displaystyle -{\tfrac {2^{5}\cdot 5{\sqrt {7}}}{7}}} | {\displaystyle {\tfrac {2^{6}\cdot 17}{7}}} | {\displaystyle {\scriptstyle -2^{7}{\sqrt {7}}}}   | {\displaystyle {\tfrac {2^{9}\cdot 11}{7}}}    | {\displaystyle -{\tfrac {2^{10}\cdot 33{\sqrt {7}}}{7^{2}}}} | {\displaystyle {\tfrac {2^{10}\cdot 29}{7}}}   | {\displaystyle -{\tfrac {2^{14}\cdot 11{\sqrt {7}}}{7^{2}}}} | {\displaystyle {\tfrac {2^{12}\cdot 269}{7^{2}}}} | {\displaystyle -{\tfrac {2^{13}\cdot 117{\sqrt {7}}}{7^{2}}}} | {\displaystyle {\tfrac {2^{14}\cdot 51}{7}}}    | {\displaystyle -{\tfrac {2^{21}\cdot 17{\sqrt {7}}}{7^{3}}}} | {\displaystyle {\tfrac {2^{17}\cdot 237}{7^{2}}}} | {\displaystyle -{\tfrac {2^{17}\cdot 1445{\sqrt {7}}}{7^{3}}}} | {\displaystyle {\tfrac {2^{19}\cdot 2203}{7^{3}}}} | {\displaystyle -{\tfrac {2^{19}\cdot 1919{\sqrt {7}}}{7^{3}}}} | {\displaystyle {\tfrac {2^{20}\cdot 5851}{7^{3}}}} |

### Avec les cosinus
Les cosinus aux angles cos A, cos B, cos C sont les racines de l'équation cubique :  
{\displaystyle x^{3}+{\frac {1}{2}}x^{2}-{\frac {1}{2}}x-{\frac {1}{8}}=0.}
Pour un entier n, on pose C(n) = (-cos A)n + cosn B + cosn C.
On a alors
| n     | 0 | 1                               | 2                              | 3                               | 4                                | 5                               | 6                                | 7                                  | 8                                  | 9                                   | 10                                 |
| C(n)  | 3 | {\displaystyle -{\frac {1}{2}}} | {\displaystyle {\frac {5}{4}}} | {\displaystyle -{\frac {1}{2}}} | {\displaystyle {\frac {13}{16}}} | {\displaystyle -{\frac {1}{2}}} | {\displaystyle {\frac {19}{32}}} | {\displaystyle -{\frac {57}{128}}} | {\displaystyle {\frac {117}{256}}} | {\displaystyle -{\frac {193}{512}}} | {\displaystyle {\frac {185}{512}}} |
| C(-n) | 3 | -4                              | 24                             | -88                             | 416                              | -1824                           | 8256                             | -36992                             | 166400                             | -747520                             | 3359744                            |

### Avec les tangentes
Les tangentes aux angles tan A, tan B, tan C sont les racines de l'équation cubique :  
{\displaystyle x^{3}+{\sqrt {7}}x^{2}-7x+{\sqrt {7}}=0.}
Les carrés des tangentes aux angles tan2A, tan2 B, tan2 C sont les racines de l'équation cubique :  
{\displaystyle x^{3}-21x^{2}+35x-7=0.}
Pour un entier n, on pose T(n) = tann A + tann B + tann C.
On a alors
| n     | 0 | 1                            | 2                        | 3                                          | 4                         | 5                                           | 6                                | 7                                          | 8                                 | 9                                                 | 10                                 |
| T(n)  | 3 | {\displaystyle -{\sqrt {7}}} | {\displaystyle 7\cdot 3} | {\displaystyle -31{\sqrt {7}}}             | {\displaystyle 7\cdot 53} | {\displaystyle -7\cdot 87{\sqrt {7}}}       | {\displaystyle 7\cdot 1011}      | {\displaystyle -7^{2}\cdot 239{\sqrt {7}}} | {\displaystyle 7^{2}\cdot 2771}   | {\displaystyle -7\cdot 32119{\sqrt {7}}}          | {\displaystyle 7^{2}\cdot 53189}   |
| T(-n) | 3 | {\displaystyle {\sqrt {7}}}  | 5                        | {\displaystyle {\frac {25{\sqrt {7}}}{7}}} | 19                        | {\displaystyle {\frac {103{\sqrt {7}}}{7}}} | {\displaystyle {\frac {563}{7}}} | {\displaystyle 7\cdot 9{\sqrt {7}}}        | {\displaystyle {\frac {2421}{7}}} | {\displaystyle {\frac {13297{\sqrt {7}}}{7^{2}}}} | {\displaystyle {\frac {10435}{7}}} |

### Formules mixtes
On a aussi,
{\displaystyle \tan A-4\sin B=-{\sqrt {7}},}
{\displaystyle \tan B-4\sin C=-{\sqrt {7}},}
{\displaystyle \tan C+4\sin A=-{\sqrt {7}}.}
On a aussi
{\displaystyle \cot ^{2}A=1-{\frac {2\tan C}{\sqrt {7}}},}
{\displaystyle \cot ^{2}B=1-{\frac {2\tan A}{\sqrt {7}}},}
{\displaystyle \cot ^{2}C=1-{\frac {2\tan B}{\sqrt {7}}}.}
{\displaystyle \cos A=-{\frac {1}{2}}+{\frac {4}{\sqrt {7}}}\sin ^{3}C,}
{\displaystyle \cos ^{2}A={\frac {3}{4}}+{\frac {2}{\sqrt {7}}}\sin ^{3}A,}
{\displaystyle \cot A={\frac {3}{\sqrt {7}}}+{\frac {4}{\sqrt {7}}}\cos B,}
{\displaystyle \cot ^{2}A=3+{\frac {8}{\sqrt {7}}}\sin A,}
{\displaystyle \cot A={\sqrt {7}}+{\frac {8}{\sqrt {7}}}\sin ^{2}B,}
{\displaystyle \csc ^{3}A=-{\frac {6}{\sqrt {7}}}+{\frac {2}{\sqrt {7}}}\tan ^{2}C,}
{\displaystyle \sec A=2+4\cos C,}
{\displaystyle \sec A=6-8\sin ^{2}B,}
{\displaystyle \sec A=4-{\frac {16}{\sqrt {7}}}\sin ^{3}B,}
{\displaystyle \sin ^{2}A={\frac {1}{2}}+{\frac {1}{2}}\cos B,}
{\displaystyle \sin ^{3}A=-{\frac {\sqrt {7}}{8}}+{\frac {\sqrt {7}}{4}}\cos B,}
On a aussi
{\displaystyle \sin ^{3}B\sin C-\sin ^{3}C\sin A-\sin ^{3}A\sin B=0,}
{\displaystyle \sin B\sin ^{3}C-\sin C\sin ^{3}A-\sin A\sin ^{3}B={\frac {7}{2^{4}}},}
{\displaystyle \sin ^{4}B\sin C-\sin ^{4}C\sin A+\sin ^{4}A\sin B=0,}
{\displaystyle \sin B\sin ^{4}C+\sin C\sin ^{4}A-\sin A\sin ^{4}B={\frac {7{\sqrt {7}}}{2^{5}}},}
{\displaystyle \sin ^{11}B\sin ^{3}C-\sin ^{11}C\sin ^{3}A-\sin ^{11}A\sin ^{3}B=0,}
{\displaystyle \sin ^{3}B\sin ^{11}C-\sin ^{3}C\sin ^{11}A-\sin ^{3}A\sin ^{11}B={\frac {7^{3}\cdot 17}{2^{14}}}.}

### Identités de type Ramanujan
On peut également obtenir des identités similaires à celles découvertes par Srinivasa Ramanujan,
{\displaystyle {\sqrt[{3}]{2\sin \left({\frac {2\pi }{7}}\right)}}+{\sqrt[{3}]{2\sin \left({\frac {4\pi }{7}}\right)}}+{\sqrt[{3}]{2\sin \left({\frac {8\pi }{7}}\right)}}=\left(-{\sqrt[{18}]{7}}\right){\sqrt[{3}]{-{\sqrt[{3}]{7}}+6+3\left({\sqrt[{3}]{5-3{\sqrt[{3}]{7}}}}+{\sqrt[{3}]{4-3{\sqrt[{3}]{7}}}}\right)}}}
{\displaystyle {\frac {1}{\sqrt[{3}]{2\sin \left({\frac {2\pi }{7}}\right)}}}+{\frac {1}{\sqrt[{3}]{2\sin \left({\frac {4\pi }{7}}\right)}}}+{\frac {1}{\sqrt[{3}]{2\sin \left({\frac {8\pi }{7}}\right)}}}=\left(-{\frac {1}{\sqrt[{18}]{7}}}\right){\sqrt[{3}]{6+3\left({\sqrt[{3}]{5-3{\sqrt[{3}]{7}}}}+{\sqrt[{3}]{4-3{\sqrt[{3}]{7}}}}\right)}}}
{\displaystyle {\sqrt[{3}]{4\sin ^{2}\left({\frac {2\pi }{7}}\right)}}+{\sqrt[{3}]{4\sin ^{2}\left({\frac {4\pi }{7}}\right)}}+{\sqrt[{3}]{4\sin ^{2}\left({\frac {8\pi }{7}}\right)}}=\left({\sqrt[{18}]{49}}\right){\sqrt[{3}]{{\sqrt[{3}]{49}}+6+3\left({\sqrt[{3}]{12+3({\sqrt[{3}]{49}}+2{\sqrt[{3}]{7}})}}+{\sqrt[{3}]{11+3({\sqrt[{3}]{49}}+2{\sqrt[{3}]{7}})}}\right)}}}
{\displaystyle {\frac {1}{\sqrt[{3}]{4\sin ^{2}\left({\frac {2\pi }{7}}\right)}}}+{\frac {1}{\sqrt[{3}]{4\sin ^{2}\left({\frac {4\pi }{7}}\right)}}}+{\frac {1}{\sqrt[{3}]{4\sin ^{2}\left({\frac {8\pi }{7}}\right)}}}=\left({\frac {1}{\sqrt[{18}]{49}}}\right){\sqrt[{3}]{2{\sqrt[{3}]{7}}+6+3\left({\sqrt[{3}]{12+3({\sqrt[{3}]{49}}+2{\sqrt[{3}]{7}})}}+{\sqrt[{3}]{11+3({\sqrt[{3}]{49}}+2{\sqrt[{3}]{7}})}}\right)}}}
{\displaystyle {\sqrt[{3}]{2\cos \left({\frac {2\pi }{7}}\right)}}+{\sqrt[{3}]{2\cos \left({\frac {4\pi }{7}}\right)}}+{\sqrt[{3}]{2\cos \left({\frac {8\pi }{7}}\right)}}={\sqrt[{3}]{5-3{\sqrt[{3}]{7}}}}}
{\displaystyle {\frac {1}{\sqrt[{3}]{2\cos \left({\frac {2\pi }{7}}\right)}}}+{\frac {1}{\sqrt[{3}]{2\cos \left({\frac {4\pi }{7}}\right)}}}+{\frac {1}{\sqrt[{3}]{2\cos \left({\frac {8\pi }{7}}\right)}}}={\sqrt[{3}]{4-3{\sqrt[{3}]{7}}}}}
{\displaystyle {\sqrt[{3}]{4\cos ^{2}\left({\frac {2\pi }{7}}\right)}}+{\sqrt[{3}]{4\cos ^{2}\left({\frac {4\pi }{7}}\right)}}+{\sqrt[{3}]{4\cos ^{2}\left({\frac {8\pi }{7}}\right)}}={\sqrt[{3}]{11+3(2{\sqrt[{3}]{7}}+{\sqrt[{3}]{49}})}}}
{\displaystyle {\frac {1}{\sqrt[{3}]{4\cos ^{2}\left({\frac {2\pi }{7}}\right)}}}+{\frac {1}{\sqrt[{3}]{4\cos ^{2}\left({\frac {4\pi }{7}}\right)}}}+{\frac {1}{\sqrt[{3}]{4\cos ^{2}\left({\frac {8\pi }{7}}\right)}}}={\sqrt[{3}]{12+3(2{\sqrt[{3}]{7}}+{\sqrt[{3}]{49}})}}}
{\displaystyle {\sqrt[{3}]{\tan \left({\frac {2\pi }{7}}\right)}}+{\sqrt[{3}]{\tan \left({\frac {4\pi }{7}}\right)}}+{\sqrt[{3}]{\tan \left({\frac {8\pi }{7}}\right)}}=\left(-{\sqrt[{18}]{7}}\right){\sqrt[{3}]{{\sqrt[{3}]{7}}+6+3\left({\sqrt[{3}]{5+3({\sqrt[{3}]{7}}-{\sqrt[{3}]{49}})}}+{\sqrt[{3}]{-3+3({\sqrt[{3}]{7}}-{\sqrt[{3}]{49}})}}\right)}}}
{\displaystyle {\frac {1}{\sqrt[{3}]{\tan \left({\frac {2\pi }{7}}\right)}}}+{\frac {1}{\sqrt[{3}]{\tan \left({\frac {4\pi }{7}}\right)}}}+{\frac {1}{\sqrt[{3}]{\tan \left({\frac {8\pi }{7}}\right)}}}=\left(-{\frac {1}{\sqrt[{18}]{7}}}\right){\sqrt[{3}]{-{\sqrt[{3}]{49}}+6+3\left({\sqrt[{3}]{5+3({\sqrt[{3}]{7}}-{\sqrt[{3}]{49}})}}+{\sqrt[{3}]{-3+3({\sqrt[{3}]{7}}-{\sqrt[{3}]{49}})}}\right)}}}
{\displaystyle {\sqrt[{3}]{\tan ^{2}\left({\frac {2\pi }{7}}\right)}}+{\sqrt[{3}]{\tan ^{2}\left({\frac {4\pi }{7}}\right)}}+{\sqrt[{3}]{\tan ^{2}\left({\frac {8\pi }{7}}\right)}}=\left({\sqrt[{18}]{49}}\right){\sqrt[{3}]{3{\sqrt[{3}]{49}}+6+3\left({\sqrt[{3}]{89+3(3{\sqrt[{3}]{49}}+5{\sqrt[{3}]{7}})}}+{\sqrt[{3}]{25+3(3{\sqrt[{3}]{49}}+5{\sqrt[{3}]{7}})}}\right)}}}
{\displaystyle {\frac {1}{\sqrt[{3}]{\tan ^{2}\left({\frac {2\pi }{7}}\right)}}}+{\frac {1}{\sqrt[{3}]{\tan ^{2}\left({\frac {4\pi }{7}}\right)}}}+{\frac {1}{\sqrt[{3}]{\tan ^{2}\left({\frac {8\pi }{7}}\right)}}}=\left({\frac {1}{\sqrt[{18}]{49}}}\right){\sqrt[{3}]{5{\sqrt[{3}]{7}}+6+3\left({\sqrt[{3}]{89+3(3{\sqrt[{3}]{49}}+5{\sqrt[{3}]{7}})}}+{\sqrt[{3}]{25+3(3{\sqrt[{3}]{49}}+5{\sqrt[{3}]{7}})}}\right)}}}
On a aussi
{\displaystyle {\sqrt[{3}]{\cos \left({\frac {2\pi }{7}}\right)/\cos \left({\frac {4\pi }{7}}\right)}}+{\sqrt[{3}]{\cos \left({\frac {4\pi }{7}}\right)/\cos \left({\frac {8\pi }{7}}\right)}}+{\sqrt[{3}]{\cos \left({\frac {8\pi }{7}}\right)/\cos \left({\frac {2\pi }{7}}\right)}}=-{\sqrt[{3}]{7}}.}
{\displaystyle {\sqrt[{3}]{\cos \left({\frac {4\pi }{7}}\right)/\cos \left({\frac {2\pi }{7}}\right)}}+{\sqrt[{3}]{\cos \left({\frac {8\pi }{7}}\right)/\cos \left({\frac {4\pi }{7}}\right)}}+{\sqrt[{3}]{\cos \left({\frac {2\pi }{7}}\right)/\cos \left({\frac {8\pi }{7}}\right)}}=0.}
{\displaystyle {\sqrt[{3}]{2\sin \left({\frac {2\pi }{7}}\right)}}+{\sqrt[{3}]{2\sin \left({\frac {4\pi }{7}}\right)}}+{\sqrt[{3}]{2\sin \left({\frac {8\pi }{7}}\right)}}=\left(-{\sqrt[{18}]{7}}\right){\sqrt[{3}]{-{\sqrt[{3}]{7}}+6+3\left({\sqrt[{3}]{5-3{\sqrt[{3}]{7}}}}+{\sqrt[{3}]{4-3{\sqrt[{3}]{7}}}}\right)}}}
{\displaystyle {\sqrt[{3}]{\cos ^{4}\left({\frac {4\pi }{7}}\right)/\cos \left({\frac {2\pi }{7}}\right)}}+{\sqrt[{3}]{\cos ^{4}\left({\frac {8\pi }{7}}\right)/\cos \left({\frac {4\pi }{7}}\right)}}+{\sqrt[{3}]{\cos ^{4}\left({\frac {2\pi }{7}}\right)/\cos \left({\frac {8\pi }{7}}\right)}}=-{\sqrt[{3}]{49}}/2.}
{\displaystyle {\sqrt[{3}]{\cos ^{5}\left({\frac {2\pi }{7}}\right)/\cos ^{2}\left({\frac {4\pi }{7}}\right)}}+{\sqrt[{3}]{\cos ^{5}\left({\frac {4\pi }{7}}\right)/\cos ^{2}\left({\frac {8\pi }{7}}\right)}}+{\sqrt[{3}]{\cos ^{5}\left({\frac {8\pi }{7}}\right)/\cos ^{2}\left({\frac {2\pi }{7}}\right)}}=0.}
{\displaystyle {\sqrt[{3}]{\cos ^{5}\left({\frac {4\pi }{7}}\right)/\cos ^{2}\left({\frac {2\pi }{7}}\right)}}+{\sqrt[{3}]{\cos ^{5}\left({\frac {8\pi }{7}}\right)/\cos ^{2}\left({\frac {4\pi }{7}}\right)}}+{\sqrt[{3}]{\cos ^{5}\left({\frac {2\pi }{7}}\right)/\cos ^{2}\left({\frac {8\pi }{7}}\right)}}=-3{\sqrt[{3}]{7}}/2.}
{\displaystyle {\sqrt[{3}]{\cos ^{14}\left({\frac {2\pi }{7}}\right)/\cos ^{5}\left({\frac {4\pi }{7}}\right)}}+{\sqrt[{3}]{\cos ^{14}\left({\frac {4\pi }{7}}\right)/\cos ^{5}\left({\frac {8\pi }{7}}\right)}}+{\sqrt[{3}]{\cos ^{14}\left({\frac {8\pi }{7}}\right)/\cos ^{5}\left({\frac {2\pi }{7}}\right)}}=0.}
{\displaystyle {\sqrt[{3}]{\cos ^{14}\left({\frac {4\pi }{7}}\right)/\cos ^{5}\left({\frac {2\pi }{7}}\right)}}+{\sqrt[{3}]{\cos ^{14}\left({\frac {8\pi }{7}}\right)/\cos ^{5}\left({\frac {4\pi }{7}}\right)}}+{\sqrt[{3}]{\cos ^{14}\left({\frac {2\pi }{7}}\right)/\cos ^{5}\left({\frac {8\pi }{7}}\right)}}=-61{\sqrt[{3}]{7}}/8.}